# Ludwig Sickmann
Ludwig Sickmann (* 18. März 1919 in Münster; † 14. Juni 1992 in Münster) war ein deutscher Bibliothekar und Hochschullehrer. 

## Leben
Nach seiner Reifeprüfung 1937 in Münster und seiner Dienstzeit im Arbeits- und Wehrdienst sowie Kriegsgefangenschaft (1937 bis 1946) studierte er Germanistik, Kunstgeschichte, Zeitungswissenschaft und Philosophie an der Universität Münster, legte dort 1953 das Staatsexamen für den höheren Schuldienst ab und promovierte 1957. Eine Unterbrechung seines Studiums nutzte er für die Ausbildung im gehobenen Bibliotheksdienst an der Universitätsbibliothek Münster (Abschlussprüfung 1948) und arbeitete dort in dieser Funktion bis 1953. Im Jahre 1955 legte er die Fachprüfung für den höheren Bibliotheksdienst am Bibliothekar-Lehrinstitut des Landes Nordrhein-Westfalen ab. Bis zum Eintritt in den Ruhestand 1983 wirkte Sickmann an dieser Ausbildungseinrichtung als hauptamtlicher Dozent, wo er bei ihrer Umwandlung in eine Fachhochschule zum Professor ernannt wurde. Intensiv beschäftigte sich Sickmann mit den Katalogisierugsregeln für Bibliotheken. Seit 1966 leitete er am Bibliothekar-Lehrinstitut die Ausbildung der Bibliotheksreferendare für den höheren Bibliotheksdienst. Ab 1977 versah Sickmann außerdem einen Lehrauftrag am Lehrstuhl für Bibliothekswissenschaft der Universität Köln, den Paul Kaegbein innehatte. 
Im Jahre 1982 wurde Ludwig Sickmann mit dem Bundesverdienstkreuz ausgezeichnet.

## Schriften (Auswahl)
- Die Ordnung der Sachtitel im Alphabetischen Katalog nach der gegebenen Wortfolge. Mechanische Ordnung; Erörterung einiger Grundprinzipien (= Arbeiten aus dem Bibliothekar-Lehrinstitut des Landes Nordrhein-Westfalen, Bd. 6). Greven, Köln 1955.

- Klopstock und seine Verleger Hemmerde und Bode. Ein Beitrag zur Druckgeschichte von Klopstocks Werken mit Einschluß der Kopenhagener Ausgabe des „Messias“. In: Archiv für Geschichte des Buchwesens, Bd. 25 (1957), S. 425–494 (Dissertation Universität Münster 1957).
- Aktuelle Probleme des alphabetischen Katalogs. In: Zeitschrift für Bibliothekswesen und Bibliographie, Bd. 4 (1957), S. 246–261.
- Die Pariser Katalogkonferenz und die deutschen Bibliotheken. In: Zeitschrift für Bibliothekswesen und Bibliographie, Bd. 9 (1962), S. 314–320.
- (mit Ingeborg Konze): Verzeichnis der beim Bibliothekar-Lehrinstitut des Landes Nordrhein-Westfalen 1949–1970 angefertigten Hausarbeiten für den höheren Dienst an wissenschaftlichen Bibliotheken (= Bibliographische Hefte / Bibliothekar-Lehrinstitut des Landes Nordrhein-Westfalen, Bd. 6). Greven, Köln 1971, ISBN 3-7743-0606-0.
- (Hrsg., mit Rudolf Jung): Bibliothekarische Ausbildung in Theorie und Praxis. Beiträge zum 25jährigen Bestehen des Bibliothekar-Lehrinstituts des Landes Nordrhein-Westfalen am 4. Februar 1974. Greven, Köln 1975, ISBN 3-7743-0545-5.
- (Hrsg., mit Rudolf Jung):  Schlagwortgebung und Schlagwortkatalog. Vorträge der Fortbildungsveranstaltung des Bibliothekar-Lehrinstituts am 7. und 8. Dezember 1977. Greven, Köln 1978, ISBN 3-7743-0548-X.
- Das Fach Sacherschließung in der bibliothekarischen Ausbildung (= Arbeiten aus dem Bibliothekar-Lehrinstitut des Landes Nordrhein-Westfalen, Bd. 50). Greven, Köln 1980, ISBN 3-7743-0550-1.
- Parlaments- und Behördenbibliotheken auf Briefmarken und anderen postalischen Belegen. In: Wolfgang Dietz (Hrsg.): Bibliotheksarbeit für Parlamente und Behörden. Saur, München 1980, S. 284–299, ISBN 3-598-10125-2.
- „Wer sind denn diese Bestien...“ Zum Titelkupfer des zweiten Bandes der Aeneis-Travestie von Aloys Blumauer (Wien 1785) mit Nachdrucker-Initialen auf Hundehalsbändern. In: Engelbert Plassmann (Hrsg.): Buch und Bibliothekswissenschaft im Informationszeitalter.  Internationale Festschrift für Paul Kaegbein zum 65. Geburtstag. Saur, München 1990, S. 378–389, ISBN 3-598-10915-6.